# Марджорі Джексон-Нельсон
Марджорі Джексон-Нельсон (англ. Marjorie Jackson-Nelson; нар. 13 вересня 1931) — австралійська легкоатлетка, яка спеціалізувалася в бігу на короткі дистанції.

## Досягнення
Олімпійська чемпіонка-1952 з бігу на 100 та 200 метрів.
Семиразова чемпіонка Ігор Співдружності (1950—1954).
Екс-рекордсменка світу з бігу на 100 ярдів, 100 метрів, 220 ярдів, 200 метрів, а також в естафетах 4×110 ярдів та 4×100 метрів (загалом в активі спортсменки 13 ратифікованих світових рекордів).
Член Зали слави Світової легкої атлетики (2013).

## Основні міжнародні виступи
| Рік  | Змагання                                  | Місто                 | Місце | Дисципліна |
| ---- | ----------------------------------------- | --------------------- | ----- | ---------- |
| 1950 | Ігри Британської імперії                  | Окленд                | 1     | 100 ярдів  |
| 1950 | 1                                         | 220 ярдів             |       |            |
| 1950 | 1                                         | 110+220+110 ярдів     |       |            |
| 1950 | 1                                         | 220+110+220+110 ярдів |       |            |
| 1952 | Олімпійські ігри                          | Гельсінкі             | 1     | 100 м      |
| 1952 | 1                                         | 200 м                 |       |            |
| 1952 | 5                                         | 4×100 м               |       |            |
| 1954 | Ігри Британської імперії та Співдружності | Ванкувер              | 1     | 100 ярдів  |
| 1954 | 1                                         | 220 ярдів             |       |            |
| 1954 | 1                                         | 4×110 ярдів           |       |            |

## Відео виступів
- Фінал бігу на 100 м на Олімпійських іграх-1952 на YouTube (чорно-біле відео) (англ.)
- Сюжет про виступи Джексон у фіналах бігу на 100, 200 м та естафеті 4×100 м на Олімпійських іграх-1952 на YouTube (кольорове відео) (англ.)
- Фінал бігу на 220 ярдів на Іграх Британської імперії-1950 на YouTube (англ.)